# (20534) Bozeman
Pour les articles homonymes, voir Bozeman (homonymie).
(20534) Bozeman est un astéroïde de la ceinture principale d'astéroïdes.

## Description
(20534) Bozeman est un astéroïde de la ceinture principale d'astéroïdes. Il fut découvert le 7 septembre 1999 à Socorro (Nouveau-Mexique) par le projet LINEAR. Il présente une orbite caractérisée par un demi-grand axe de 2,54 UA, une excentricité de 0,04 et une inclinaison de 4,3° par rapport à l'écliptique.

## Compléments